# 블라인드 페이스
블라인드 페이스(Blind Faith)는 에릭 클랩튼, 진저 베이커, 스티브 윈우드, 그리고 릭 그레치로 구성된 영국의 블루스 록 밴드였다. 최초의 슈퍼 그룹 중 하나였던 이 밴드는 1969년 8월에 그들의 유일한 음반인 《Blind Faith》를 발표했다. 그들은 현대적으로 윈우드, 베이커 그리고 클랩튼이 가장 최근에 참여한 밴드인 트래픽과 크림이 비슷했다. 그들은 블루스/록 장르를 개척하는 데 도움을 주었다.

## 음반 목록

### 음반
- Blind Faith (1969)[3]